# Collins Rock
Collins Rock är en kulle i Antarktis. Den ligger i Östantarktis. Australien gör anspråk på området. Toppen på Collins Rock är 3 meter över havet.
Terrängen runt Collins Rock är platt åt nordväst, men åt sydost är den kuperad. Havet är nära Collins Rock åt nordväst. Trakten är glest befolkad. Närmaste befolkade plats är Casey Station, 1,6 kilometer sydväst om Collins Rock. 